# Goltho
Goltho est une paroisse civile et un village du Lincolnshire, en Angleterre.